# Klocktornet, Hvar
Klocktornet (kroatiska: Kula sa satom), även kallad Leroj, är ett kulturmärkt klocktorn i staden Hvar på ön med samma namn i Kroatien. Det är beläget bredvid Stadsloggian vid Sankt Stefans torg i Hvars historiska stadskärna. Dess nuvarande utseende i renässans- och barockstil härrör från 1600-talet.

## Arkitektur och historik
Klocktornet var ursprungligen en integrerad del av de medeltida stadsmurarna och ingick i det forna Rektorspalatset som i slutet av 1800-talet, början av 1900-talet, fick ge vika för det då nyinrättade Kejsarinnan Elisabeths rekreationshotell (dagens Hotel Palace). År 1466 utrustades tornet med ett ur och det har sedan dess lokalt kallats Leroj. I tornet finns även en klocka från år 1564 som är dekorerad med religiösa motiv.